# Astrud
Astrud va ser un grup de música pop de Barcelona, format per Manolo Martínez (veu, guitarra i teclats) i Genís Segarra (teclats i programacions, també al grup de música electrònica Hidrogenesse) a Barcelona l'any 1995.

## Història
Manolo i Genis es van conèixer l'any 1995 a un concert de la banda britànica Pulp a Barcelona, i des de llavors comencen a compondre junts. Des dels seus inicis van despertar interès a petits àmbits de la música independent a causa de la seva atrevida posada en escena i les seves lletres originals i àcides.
Astrud publica el seu primer CD l'any 1997 amb el segell Acuarela, per a passar posteriorment a Chewaka, una filial de la multinacional Virgin i editar el seu primer LP, "Mi fracaso personal", l'any 1999 i el segon, "Gran fuerza", el 2001. Les seues aportacions al panorama musical espanyol inclouen concerts marginals ("clocharistas"), col·laboracions, remescles y projectes paral·lels, així com creació d'una discográfica, Austrohúngaro.
El 2004 publiquen Performance, al segell Sinnamon, que mitjançant el senzill Todo nos parece una mierda els situa com un dels grups més populars del pop independent espanyol, tant a nivell de públic com de crítica. El senzill és el tema principal de la sèrie Xilena Transantiaguinos al Canal 13.
Com a celebració dels 10 anys del grup es va publicar l'any 2006 un recopilatori de Caras B y rareses anomenat Algo cambió. 1996-2005, que suposa repàs a la vida del grup. A més, inclou una versió de "Something Changed" de Pulp, grup que els va unir originalment. El seu últim LP, Tú no existes (Sinnamon), fou publicat el maig de 2007.

## Discografia

### Àlbums
- 2007: "Tú no existes"
- 2006: "Algo Cambió. 1996-2005"
- 2004: "Performance"
- 2001: "Gran fuerza"
- 1999: "Mi fracaso personal"

### Senzills
- 2004:"Todo nos parece una mierda"
- 2002: "La boda"
- 2001: "Mírame a los ojos"
- 2001: "Mentalismo"
- 2000: "Cambio de idea EP - Extensión de gama"
- 1999: "Bailando remezclas"
- 1999: "Esto debería acabarse aquí"
- 1998: "Astrud EP" (Ediciones americana y japonesa)
- 1997: "Astrud EP"

### Participació a recopilatoris
- 2006: "Cuentos de navidad".
- 2006: "Lujo y Miseria. Edición 1900"
- 2005: "Made in Barcelona. Indie Rock All Stars Compilation"
- 2005: "Indivision. Lo último del pop independiente español"
- 2004: "Un mystique determinado. Canciones de Manolo y Genís para un vídeo de Carles Congost"
- 1999: "Querido sordo 2"
- 1999: "Querido sordo"
- 1998: "B.S.O. Festival de cine de Gijón"
- 1998: "Lujo y Miseria"
- 1997: "Cosmosound:1"

### Videoclips
- 2007:"Minusvalía".– Dirigit per Jimmi Gimferrer
- 2007: "Paliza".- Dirigit per Jimmi Gimferrer
- 2007: "El Miedo que tengo".- Dirigit per Jimmi Gimferrer
- 2005: "Hay un hombre en España".- Dirigit per Marc Gómez del Moral
- 2004: "Todo nos parece una mierda".- Dirigit per Marc Lozano
- 2001: "Mentalismo".- Dirigit per Belén Montero y Juan Lesta
- 2001: "Bailando".- Dirigit per Belén Montero y Juan Lesta